# Spinning 9
Spinning 9, bürgerlich Christian Feyerabend (* 24. April 1990 in Dormagen) ist ein deutscher Rapper, der beim Label Versunkene Fabrik Music unter Vertrag steht. Sein Musikstil ist stilistisch dem Trap und US-amerikanischen Hip-Hop zuzuordnen.

## Biografie
Seine Rap-Karriere begann im Jahr 2008, als der US-amerikanische Künstler Soulja Boy den Wuppertaler im Internet auf Myspace entdeckte. Zwei Jahre später unterschrieb er bei Soulja Boys Label SODMG (Stacks on Deck Money Gang) einen Vertrag. Am 1. Juni 2012 veröffentlichte die Bravo Hiphop einen Artikel über Spinning 9 und Soulja Boy. Die Zusammenarbeit mit dem in Los Angeles lebenden Soulja Boy besteht noch heute.
Spinning 9 ist mit LGoony und Hustensaft Jüngling Mitglied in der GUDG von Money Boy. Seit Anfang 2016 steht Spinning 9 beim Independent-Label Versunkene Fabrik Music unter Vertrag. Er veröffentlichte im April 2016 sein Debüt-Album Hinter der Hauptrolle, auf dem Soulja Boy, Kayef, Frauenarzt, Money Boy und Devize als Feature-Gäste vertreten waren. Am 10. November 2017 erschien sein zweites Album Sky Zone. Diesmal schaffte es Spinning 9, die Rapper Kuniva und Bizarre von Eminems Rap Crew D12, Sierra Kidd, SXTN, Ali As sowie Kid Cairo und Young Mokuba als Features zu gewinnen. Das Album wurde wie auch der Vorgänger im Handel und digital vertrieben.
Spinning 9 war beteiligt an der Namensgebung des bekannten Hiphop-Formats "#waslos" von Hiphop.de.

## Diskografie

### Alben
- 2016: Hinter der Hauptrolle (Musiklabel: Versunkene Fabrik Music)
- 2017: Sky Zone (Musiklabel: Versunkene Fabrik Music)
- 2020: DEALS (Musiklabel: Versunkene Fabrik Music)

### EPs
- 2015: Moves

### Mixtapes
- 2015: Geschliffene Diamanten
- 2016: Black Road